# Gertrude Rogallo
Gertrude S. Rogallo (13. siječnja 1914. – 28. siječnja 2008.) je bila američka izumiteljica. Zajedno sa svojim mužem Francisom Rogallom izumila Rogallovo krilo. Također je tijekom 1950-ih patentirala dvije inačice Rogallovog krila.

## Patenti
- Rogallo, Gertrude et al., “Flexible Kite”, US patent 2,546,078, Filed November 23, 1948
- Rogallo, Gertrude et al., “Flexible Kite”, US patent 2,751,172, Filed November 17, 1952